# František Bulla
František Bulla (14. února 1868, Račice – 25. dubna 1929, Křtiny) byl český římskokatolický kněz, profesor teologie, spisovatel a papežský komoří.

## Život
Narodil se 14. února 1868 v Račicích u Vyškova jako syn rychtáře Tomáše Bully. Roku 1885 absolvoval české státní gymnasium v Brně a poté bohoslovecký ústav v Brně. Do roku 1893 studoval na Vyšším ústavě u sv. Augustina ve Vídni. Na kněze byl vysvěcen roku 1890 a roku 1893 získal titul doktora teologie. Působil jako prefekt a později regent chlapeckého semináře v Brně a roku 1899 se stal profesorem teologie. Byl předsedou Jednoty hospodářských družstev, správní radou Moravské banky. Roku 1898 byl zvolen předsedou Ústřední jednoty Raiffeisenek, kterým byl do konce svého života. Byl členem Dědictví sv. Cyrila a Metoděje.
Roku 1914 jej papež Benedikt XV. jmenoval Papežským tajným komořím a tím získal titul monsignore.
Mezi jeho díla patří O věrohodnosti Skutkův apoštolských. Pravidelně přispíval do církevního časopisu Muzeum a psal vědecké práce z oboru sociologie a filozofie.
Zemřel 25. dubna 1929 ve Křtinách. Jeho tělo odpočívá na hřbitově v rodných Křtinách.